# 中国人民解放军信息支援部队信息通信基地
中国人民解放军信息支援部队信息通信基地，位于北京市丰台区北宫镇辛庄村，隶属于中国人民解放军信息支援部队，是全军指挥通信与信息保障主体责任单位。

## 沿革
2010年7月19日，中国人民解放军总参谋部信息保障基地在北京举行成立大会，隶属于总参谋部信息化部，番号为61001部队。基地是中国人民解放军第一支战略信息支援保障力量。
在深化国防和军队改革中，2016年1月撤销中国人民解放军总参谋部，组建中央军事委员会联合参谋部，基地整体转隶至此。在后续的军队改革中，基地重新调整组建转隶为战略支援部队信息通信基地。
2024年4月，中国人民解放军战略支援部队撤销番号。按照之前隶属于战略支援部队机关的隶属关系，因战略支援部队机关参与组建信息支援部队，因此战略支援部队信息通讯基地同时划归新成立的信息支援部队。

## 编制
内设机构
- 政治工作部
- 保障部

......
直属单位
- 网络安全防护中心[7]

......

## 历任领导
| 中国人民解放军总参谋部信息保障基地主任 1. 曾卫华 少将（？—？） 2. 王 坦 大校（2015年7月—2016年1月） 中央军委联合参谋部信息保障基地主任 1. 王 坦 大校（2016年1月—） | 中国人民解放军总参谋部信息保障基地政治委员 1. 林 波 少将（？—？） 2. 鲍廷祥 少将（2014年—2015年1月） 3. 景贤航 大校（2015年—2016年1月） 中央军委联合参谋部信息保障基地政治委员 |

中国人民解放军战略支援部队信息通信基地司令员
1. 安　学 少将（？—？）